# 500-tonowe lichtugi mazutowe
500-tonowe lichtugi mazutowe (500-ton Oil Fuel Lighter) – typ czterech lichtug do przechowywania i transportu mazutu zbudowanych dla Royal Australian Navy w czasie I wojny światowej.

## Historia
Lichtugi zostały zbudowane w Sydney w stoczni Cockatoo Island Dockyard w 1916. Jednostki liczyły 156 stóp długości, 30 stóp szerokości, ich zanurzenie wynosiło 14 stóp (48 × 9,1 x 4,3 metry). Pełna wyporność wynosiła 944 tony, mogły one pomieścić do 549,1 ton mazutu. Załoga wynosiła pomiędzy pięć, a siedem osób.
Jednostki miały dziesięć zbiorników na paliwo, po pięć na burtę, wszystkie przedzielone koferdamami. Jednostki nie posiadały napędu własnego, na ich pokładach znajdowały się tylko silniki do pompowania mazutu – silnik wysokoprężny Gardiner o mocy 40 KM i dwie pompy Mathher and Platt.
W służbie były najczęściej przycumowane do boi w pobliżu Garden Island. Służyły w okresie I i II wojny światowej.

## Lista jednostek
- OFL No. 1
- OFL No. 2 – w późniejszym czasie na rufie jednostki zbudowano dodatkowe kabiny, zatopiona jako cel w 1978[4].
- OFL No. 3 – przemianowana na AFL 501 i przystosowana do transportu paliwa lotniczego[4].
- OFL No. 4 – wycofana ze służby w 1978, sprzedana za 4260 dolarów[4].